# Marco Frapporti
Marco Frapporti (ur. 30 marca 1985 w Gavardo) – włoski kolarz.
Zawodnik drużyny Androni–Sidermec–Bottecchia. W 2008 był drugi w wyścigu GP Industria & Commercio di Prato. W 2010 roku zajął 10. miejsce na Tour of Britain i wygrał 5. etap. W 2013 zajął miejsce na podium Grosser Preis des Kantons Aargau. W 2016 drugi podczas Quatre Jours de Dunkerque, a rok później – na Gran Premio di Lugano. Wicelider klasyfikacji sprinterskiej Giro d'Italia 2018.